# Мідеплавильний завод у Дахеджі
Мідеплавильний завод у Дахеджі – підприємство кольорової металургії, яке діє у штаті Гуджарат поблизу порту Дахедж.
На момент початку роботи у 1998 році завод мав річну потужність на рівні 100 тисяч тон мідних катодів, проте після ряду модернізацій цей показник багаторазово збільшився та досягнув 500 тисяч тон на рік. Потужність підприємства по мідному прокату первісно становила 112 тисяч тон, проте так само зросла у багато разів та досягнула рівня у 400 тисяч тон.
Під час плавки виділяються великі обсяги окису сірки, тому невід’ємною частиною технології є нейтралізація цієї шкідливої сполуки. Як наслідок, завод є великим виробником сірчаної кислоти – до 1,67 млн тон на рік. Частину цієї кислоти споживають на самому майданчику для продукування із імпортованих фосфоритів фосфорної кислоти в обсягах 210 тисяч тон на рік. В подальшому із фосфорної кислоти та аміаку продукують комплексне добриво – діамонійфосфат – в обсягах 400 тисяч тон на рік. Надлишки сірчаної кислоти реалізовують на ринку.
Супутніми продуктами підприємства є золото (15 тон на рік), срібло (150 тон на рік), селен, мідеплавильний шлак («залізний пісок», зазвичай використовується у будівництві доріг), силікофтороводнева кислота (hydrofluorosilicic acid, використовується у фторуванні води), флорид алюмінію (важливий компонент для процесу електролізу алюмінію) та фосфогіп.
Завод має власний причальний комплекс, через який здійснюється імпорт мідного концентрату, фосфоритів та іншої сировини, а також відвантажується готова продукція. При цьому сховище сірчаної кислоти сполучене з причалом трубопроводом завдовжки 3,5 км.
Енергетичні потреби заводу обслуговує власна електростанція, яка має потужність на рівні 135 МВт. В її складі діють чотири вугільні котла продуктивністю по 150 тон пари на годину та три парові турбіни потужністю 35 МВт, 40 МВт та 60 МВт.
Завод належить компанії Birla Copper, дочірній структурі Hindalco Industries Limited, яка в свою чергу є частиною групи Aditya Birla.